# Rafael Correa
Rafael Vicente Correa Delgado (Guayaquil, 6 de abril de 1963) es un político, catedrático y economista ecuatoriano, quien ejerció como presidente del Ecuador durante tres mandatos sucesivos, desde el 15 de enero de 2007 hasta el 24 de mayo de 2017. Fue presidente por diez años, cuatro meses y nueve días, siendo el mandatario ecuatoriano que más tiempo ha permanecido en el poder de forma continua y el tercero en general, si se incluye a los que no han ocupado el puesto de forma continua, superado por José María Velasco Ibarra y Juan José Flores.
En 2005, durante la presidencia de Alfredo Palacio, ocupó el puesto de ministro de Economía durante tres meses. Su mandato comenzó tras ganar en las elecciones presidenciales de 2006, al frente de Alianza PAIS, en las que consiguió el mayor porcentaje de electores en el balotaje junto a Álvaro Noboa.
El 28 de septiembre de 2008, tras la adopción de una nueva constitución, se organizaron elecciones generales, celebradas el 26 de abril del año siguiente, en las que resultó vencedor con el 52 % de los votos en la primera vuelta. Correa fue, así, reelegido para un segundo mandato de cuatro años y, después, nuevamente para un tercer mandato, con el 57,2 %, que concluyó en 2017. El 24 de mayo, fue sucedido por Lenín Moreno, quien en sus primeros dos periodos de gobierno fue vicepresidente.
Desde 2017, Correa reside en Bélgica. En abril de 2020, fue condenado en ausencia a ocho años de cárcel por cohecho mediante influjo psíquico en el denominado Caso Sobornos 2012-2016. El 15 de abril de 2022, el Gobierno belga otorgó a Correa el estatus de asilado político.

## Biografía
Nació en un hogar de clase media en el centro de Guayaquil. Su padre fue Rafael Correa Icaza, nacido en la provincia de Los Ríos el 23 de marzo de 1935. Su madre es Norma Delgado Rendón, también proveniente del cantón Vinces (provincia de Los Ríos), nacida el 1 de septiembre de 1939. Sus padres tuvieron tres hijos más: Fabricio, Pierina y Bernarda Correa. En 1977 su hermana Bernarda, de 11 años, falleció ahogada en una piscina en un condominio en Urdesa, al cuidado de una familia durante las horas en que su madre trabajaba (en Mi Comisariato, entre 1973 y 1988).

### Formación académica
Realizó sus estudios primarios y secundarios en el colegio católico San José-La Salle, de la ciudad de Guayaquil. Durante su juventud formó parte y dirigió grupos de Scouts de la Asociación de Scouts del Ecuador, como la tropa del Grupo 14 San José-La Salle y, luego, el Grupo 17 Cristóbal Colón, que además ayudó a fundar. Correa además era parte de un grupo católico catequista dirigido por Gustavo Noboa, quién sería presidente de la república posteriormente.
Gracias a su rendimiento académico, obtuvo una beca para estudiar en la Universidad Católica de Santiago de Guayaquil, institución de educación superior privada del Ecuador, en la que se graduó en Economía en 1987.
Tras graduarse, sirvió como voluntario durante un año en una misión salesiana de Zumbahua (provincia de Cotopaxi), poblado rural de extrema pobreza, donde Correa prestó labores de alfabetización a indígenas y asesoramiento en el desarrollo de microempresas. Durante este tiempo adquirió sus conocimientos de quichua, principal lengua indígena de Ecuador.
Una nueva beca le permitió cursar una maestría en Economía en la Universidad Católica de Lovaina, Bélgica. Mediante un intercambio académico auspiciado por la Universidad San Francisco de Quito, estudió en la Universidad de Illinois en Urbana-Champaign, Estados Unidos hasta doctorarse en 2001.
En su tesis doctoral, titulada Tres ensayos acerca del desarrollo contemporáneo latinoamericano, Correa afirma esencialmente que las reformas estructurales aplicadas en Latinoamérica a partir de los años ochenta fallaron en cuanto al fomento del crecimiento. Mediante análisis econométrico, Correa argumentó que las reformas no fueron la causa del crecimiento económico, y que la liberalización de los mercados laborales perjudicó a la productividad de los países latinoamericanos.

### Carrera profesional
Comenzó su trayectoria profesional en la docencia como asistente de cátedra y luego profesor asociado de la Facultad de Economía en la Universidad Católica de Guayaquil (1983-1993). Más adelante fue contratado como profesor principal en la Universidad San Francisco de Quito en las cátedras de Macroeconomía, Microeconomía, Economía Cuantitativa y Desarrollo Económico (1993-1997/2001-2005), institución donde llegó a ser director del departamento de Economía y director de “SUR”, Centro de Investigaciones Económicas y Sociales de la USFQ. También fue profesor invitado en varias universidades nacionales como la ESPOL y la FLACSO e instructor del Departamento de Economía de la Universidad de Illinois mientras cursaba su doctorado (1997-2001).
Correa además de la docencia, trabajó para el Centro de Desarrollo Industrial del Ecuador del Ministerio de Industrias durante el gobierno de León Febres Cordero (1984-1987); fue director financiero de la Universidad Católica de Guayaquil y realizó proyectos de administración económica a instituciones privadas como el Banco Interamericano de Desarrollo.

### Matrimonio y descendencia
Conoció a su esposa, Anne Malherbe Gosseline, mientras ambos estudiaban en la Universidad Católica de Lovaina, en Bélgica. Posteriormente, en 1992, se casaron y se establecieron en Ecuador.
La pareja tiene tres hijos.

## Carrera política

### Ministro de Economía y Finanzas
El 20 de abril de 2005, Correa fue nombrado ministro de Economía y Finanzas, en el Gobierno de Alfredo Palacio. Durante sus cuatro meses a cargo de la cartera, Correa se mostró escéptico ante la firma de un Tratado de Libre Comercio con los Estados Unidos y declinando el consejo del Fondo Monetario Internacional, en cambio, trabajó para aumentar la cooperación de Ecuador con otros países latinoamericanos. Quizás su obra más notable dentro del Ministerio de Economía es revertir el hecho de que los excedentes por venta de petróleo vayan directamente al pago anticipado de la deuda externa ecuatoriana y que, en su lugar, se destinen a inversión en salud y educación. Después de que el Banco Mundial detuviera un préstamo (alegando cambios en el fondo de estabilización de ingreso de crudo), Correa salió del Gobierno de Palacio. Asimismo, propuso para los bonos de tesorería una tasa de interés más baja que el actual, del 8.5 % (cabe señalar que Venezuela compraba la mitad de la nueva emisión de bonos). Correa exigió en su carta de renuncia que la venta se hiciera con la autorización presidencial y cita la falta de apoyo del presidente como un factor clave en la decisión de renunciar a su cargo, el 8 de agosto de 2005.

### Campaña presidencial de 2006

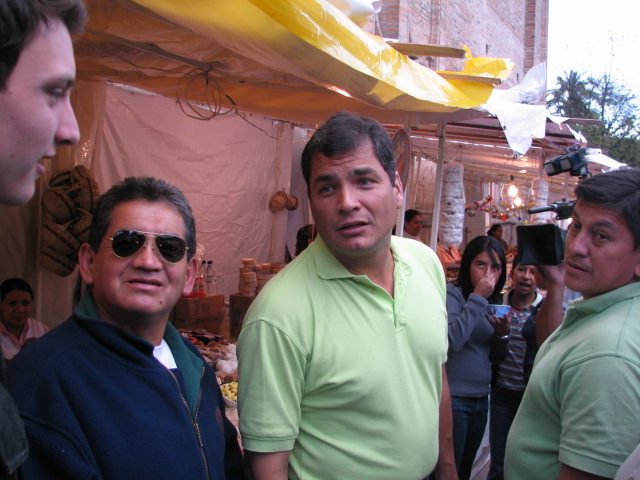
Rafael Correa durante la campaña presidencial de 2006.

A inicios de 2006, para la campaña presidencial, Rafael Correa fundó con otros políticos ecuatorianos el movimiento Alianza PAÍS (Alianza Patria Altiva y Soberana).
Durante la campaña, Correa propuso una asamblea constituyente que redactara una nueva constitución del Ecuador.
Alianza PAÍS no presentó ningún candidato para el congreso, cuando Correa había declarado que requeriría un referéndum para empezar a redactar una nueva constitución. Sin embargo, Alianza PAÍS firmó una alianza política con el Partido Socialista-Frente Amplio que presentó candidatos para el Congreso nacional.
Alianza País también firmó el 31 de julio de 2006 un Acuerdo Político Programático con el Partido Comunista del Ecuador cuando Correa se postulaba para candidato para presidente.
En la segunda vuelta electoral se unieron a Alianza PAÍS
otros partidos, como Movimiento Popular Democrático,
Izquierda Democrática,
Pachakutik,
Partido Roldosista Ecuatoriano.
Además de su plataforma en la política económica y social, la habilidad de Correa para comunicarse con la población indígena de Ecuador en su propio idioma lo diferenció de los otros candidatos. Él aprendió quichua en su juventud durante un año de servicios en un pueblo de una remota región montañosa. Sin embargo, en las elecciones de octubre, un alto porcentaje de los votos en las áreas con la concentración alta de personas indígenas fue para el candidato Gilmar Gutiérrez, el hermano de Lucio Gutiérrez.
Correa fue elegido presidente de Ecuador, por primera vez, en las elecciones presidenciales de 2006. En la segunda vuelta electoral el 26 de noviembre de 2006 ganó al candidato Álvaro Noboa, con el 56,67 % de los votos.[cita requerida]
Tomó posesión de la presidencia el 15 de enero de 2007. En su discurso, Correa se refirió a la necesidad de «la lucha por una revolución ciudadana, consistente en el cambio radical, profundo y rápido del sistema político, económico y social vigente».
Asistieron a su toma de posesión los presidentes de Brasil, Bolivia, Chile, Colombia, Haití, Irán, Nicaragua, Paraguay, Perú, la República Árabe Saharaui Democrática (RASD), y Venezuela, varios vicepresidentes, y líderes de organizaciones internacionales, incluyendo el secretario general de la OEA, José Insulza.

### Elecciones presidenciales de 2009

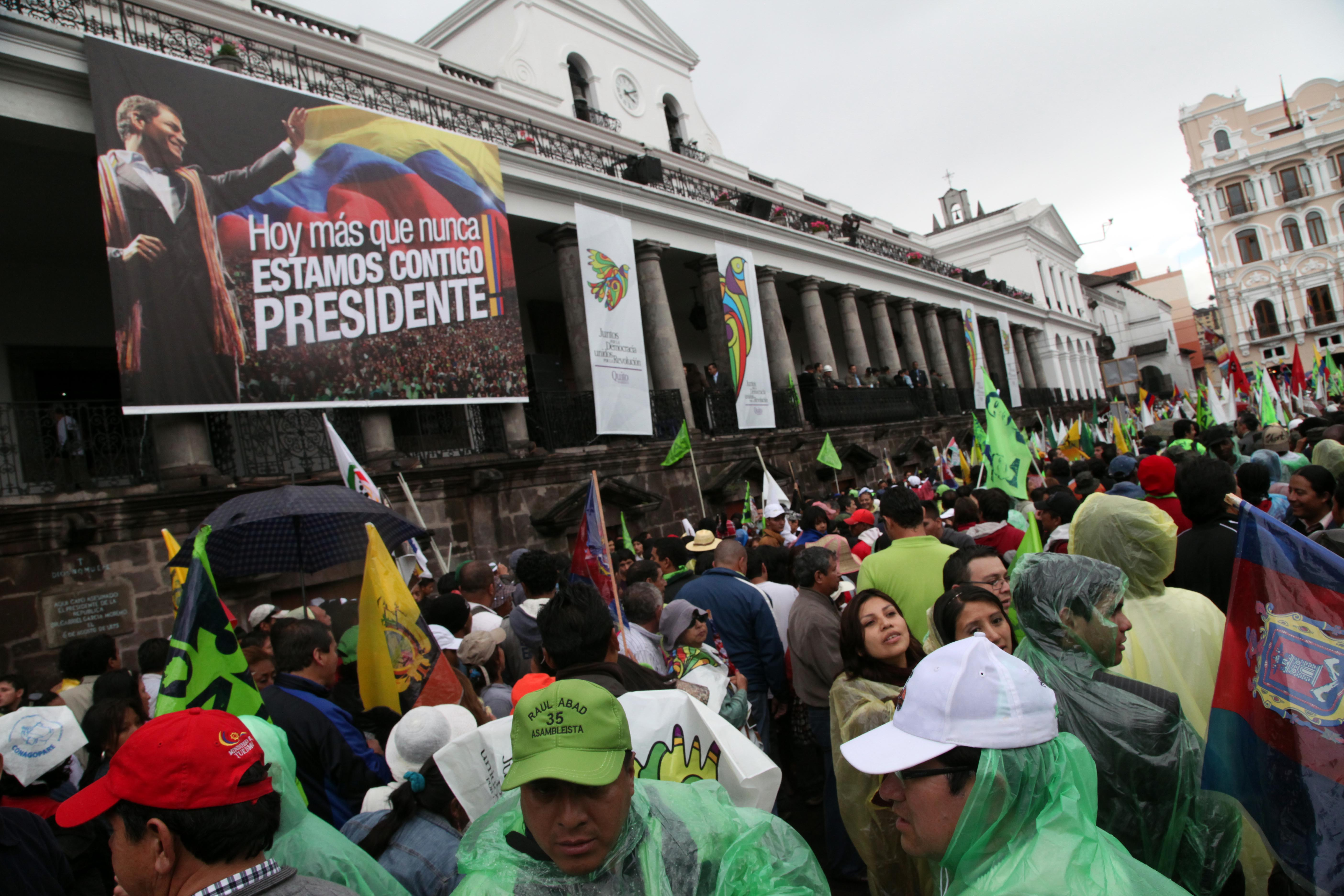
El gobierno de Rafael Correa, denominado «revolución ciudadana», se caracterizó por la estabilidad política y el desarrollo económico durante 10 años (2007-2017).

Correa fue reelegido presidente de Ecuador, por segunda vez, en las elecciones presidenciales de 2009. En la primera vuelta electoral el 26 de abril de 2009 ganó con el 51,99 % de votos contables, razón por la cual no fue necesaria una segunda vuelta. La contienda electoral se produjo sin sorpresas, ya que Correa fue el favorito durante el trascurso de la etapa preelectoral. La oposición y la derecha apoyó a Lucio Gutiérrez, quien quedó segundo obteniendo el 28% de los votos.
Su primer mandato debía concluir el 15 de enero de 2011, pero la nueva Constitución redactada por la Asamblea Nacional ordenó adelantar los comicios para todas las dignidades del país, por lo que su segundo mandato inició el 10 de agosto de 2009, el mismo día del bicentenario del Primer Grito de Independencia.[cita requerida]
Su discurso tuvo lugar delante de varios dignatarios de América del Sur, como Cristina Fernández de Kirchner (presidenta de Argentina), Evo Morales (presidente de Bolivia), Raúl Castro (presidente de Cuba), y Hugo Chávez (presidente de Venezuela).

### Elecciones presidenciales de 2013
Correa fue reelegido presidente de Ecuador, por tercera vez en las Elecciones presidenciales de Ecuador de 2013. En la primera vuelta electoral el 17 de febrero de 2013 ganó con el 57,17 % de votos válidos, razón por la cual no fue necesaria una segunda vuelta. La campaña se desarrolló en paz y sin sorpresas, ya que Correa era el favorito por un amplio margen, estando los otros candidatos muy lejos de su intención de voto, quedando el candidato de CREO Guillermo Lasso en segunda posición con 22% de los votos. Correa inició su nuevo período presidencial el 24 de mayo de 2013 que culminó el 24 de mayo de 2017.

## Presidencia del Ecuador (2007-2017)
El gobierno de Rafael Correa se lo ha denominado Revolución Ciudadana, por las amplias reformas políticas, económicas, sociales, educativas, etc. que implantó desde el inicio de la gestión, en el 2007, para la aplicación de una forma de socialismo del siglo XXI en Ecuador, siguiendo la política exterior del bolivarianismo. La administración de Rafael Correa se inició el 15 de enero de 2007 con la convocatoria de una consulta popular para que la ciudadanía decidiera si quería una Asamblea Nacional Constituyente siendo aprobada y promulgada la actual constitución en el 2008, que lleva por nombre Sumak kawsay. Durante su gobierno hubo gran inversión pública para infraestructura, carreteras, seguridad y desarrollo social. Produjo grandes cambios políticos y estructurales en el país, mediante la aprobación de nuevas leyes como el Código monetario y financiero, etc., que otorgaban mayor protagonismo y control del Estado en la economía, además de promover la modernización y reestructuración de la función judicial.
Correa fue reelegido en dos ocasiones, en el 2009 y el 2013, siendo el primer presidente en la historia de Ecuador en gobernar ininterrumpidamente por diez años, cuatro meses y nueve días. Desde al año 2013, su movimiento Alianza PAIS ganó mayoría absoluta en la Asamblea Nacional, pudiendo realizar mayores cambios políticos y económicos siguiendo su línea política a través de la aprobación de leyes y cambios constitucionales. Su gobierno causó controversia por su relación con los grandes medios de comunicación privados, a quien Correa consideraba sus opositores, quienes a su vez lo tildaban como un gobernante autoritario.
Desde agosto de 2014, los homosexuales pueden inscribir en su documento de identidad sus uniones de hecho o de convivencia tras su registro ante notario público.  Correa se negó a permitir que Estados Unidos renovara el contrato para operar una base militar en Ecuador. Según el diario The Guardian, Ecuador se había convertido en uno de los países más progresistas de América Latina en términos de asistencia financiera, técnica y profesional a las personas con discapacidad. El gasto público en esta esfera había aumentado de 2 millones de dólares anuales a 150 millones de dólares.

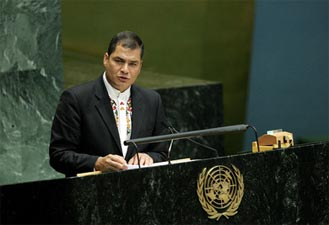
Rafael Correa dictando conferencia sobre crisis financiera en la ONU.

Entre 2008 y 2016, el gobierno invirtió más de 15.000 millones de dólares, multiplicando por cinco el gasto medio anual en sanidad del periodo 2000-2006. En cuanto a los profesionales que trabajan para el ministerio, entre 2008 y 2015 su número pasó de 11.201 a más de 33.000, incremento que fue acompañado también de aumentos salariales. La mortalidad infantil, de 24,4 por 1000 en 2005, disminuyó a 18,3 en 2015. En 2015, la corrupción sigue siendo un problema. Se acusó de una sobrefacturación en el 20% de los establecimientos públicos y en el 80% de los privados.
La tasa de homicidio de Ecuador disminuyó de 18 a 5.8 por 100 mil habitantes entre 2011 y 2017. haciendo de Ecuador uno de los países más seguros de las Américas. Esto se ha logrado, en particular, tras una importante reforma de la policía, que era conocida por su corrupción y falta de eficiencia. Se ha aumentado considerablemente la duración de la formación y la remuneración de los policías y se han realizado inversiones en la modernización del equipo. Además, desde 2007 se ha adoptado un nuevo enfoque, menos represivo y que presta mayor atención a la prevención y la reintegración. Se ha facilitado el acceso a los programas sociales a los antiguos delincuentes
Los Latin Kings fueron legalizados en 2009 para convertirse en asociaciones culturales o sociales, recibiendo la categoría de “grupo juvenil urbano”. "Se estableció una especie de nuevo contrato social en que el Estado se comprometía con la ciudadanía a través de mayores recursos en bienestar, salud y educación, y a cambio, esperaba que los ciudadanos cumplieran con sus obligaciones y responsabilidades construyendo cohesión comunitaria y reforzando la relación entre Estado y sociedad civil", analizó David Brotherton, experto en bandas latinas de la Universidad Municipal de Nueva York, en un estudio sobre los efectos de este programa. Rafael Correa indultó a mulas de la droga con sentencias de hasta 5 años y que cumplieron al menos 30% de la pena antes de dejar la presidencia. El presidente ecuatoriano dijo que esta decisión se tomó porque “las redes y organizaciones de narcotráfico se sirven de personas que se encuentran en estado de precariedad y necesidades económicas”.
Según el Banco Mundial, la tasa de pobreza en Ecuador se redujo de 36,7 % en 2007 al 22,5 % en 2014. Al mismo tiempo el índice de Coeficiente de Gini, que mide la desigualdad de los ingresos, pasó del 0,55 % al 0,47 % (la igualdad perfecta es 0%).
El gobierno de Correa concluyó el 24 de mayo de 2017, cuando asumió al poder su exvicepresidente Lenín Moreno. Correa es el presidente que más tiempo ha ejercido el poder de forma consecutiva, por 10 años, 4 meses y 9 días, y el quinto en ejercer la presidencia por más tiempo en total.

## Medidas económicas
Durante el Gobierno de Rafael Correa, Ecuador experimentó cambios significativos en su situación económica. Se observó una diversificación de la matriz productiva, con una reducción en la dependencia del petróleo. El crecimiento promedio del PIB per cápita durante ese periodo fue del 3.9%, y se destacó una eficiente recaudación fiscal gracias a políticas impositivas acertadas. La inversión pública fue impulsada por altas tasas de ahorro, generando actividad económica, fortaleciendo la demanda interna y contribuyendo al aumento de la clase media y empresarial.
En el ámbito educativo, se observó un incremento en el acceso a niveles de educación secundaria y superior, con un aumento del 99.67% y 81.64%, respectivamente. El gasto en salud como porcentaje del PIB creció del 5.6% en 2006 al 8.3% en 2017, reflejándose en un aumento de la esperanza de vida.

## Vida pospresidencial
Después de finalizar su gestión gubernamental, Correa mantuvo una postura activa en la política nacional expresando su opinión sobre la situación del país y el desempeño del gobierno de Lenín Moreno mediante artículos y editoriales en el diario El Telégrafo, así como en sus redes sociales, donde emitió varios pronunciamientos sobre diversos temas. En repetidas ocasiones, Correa criticó la política de diálogo propuesta por el gobierno de Lenín Moreno, argumentando que incluía a miembros de la oposición y acusándolo de pactar con Abdalá Bucaram, sentenciado por corrupción y prófugo en Panamá durante varios años, entregándole la gestión de la Corporación Nacional de Electricidad.
El 10 de julio de 2017, Correa se trasladó a Bélgica para vivir de forma permanente junto a su familia y los parientes de su esposa, quien es oriunda de ese país. Esto ocurrió a pesar de los intentos de Unidad Popular y Jeannine Cruz por impedir su salida del país mediante una orden de arraigo, la cual la Fiscalía no generó. Fue despedido por miles de simpatizantes y acompañado por el vicepresidente Jorge Glas y la asambleísta Gabriela Rivadeneira. Antes de partir, advirtió que se desafiliaría de su partido Alianza PAIS si continuaban las prácticas contrarias a lo que él considera el movimiento original. En el gobierno de Moreno y su política de diálogo, alegó que se estaban realizando supuestos pactos con la partidocracia.
El 2 de agosto de 2017, a través de su cuenta de Twitter, criticó fuertemente a Moreno, amenazando con formar un nuevo movimiento político si Alianza PAIS no actuaba frente a las políticas del presidente. Lo acusó de volver a las políticas del viejo país, de repartir el poder mediante pactos, de intentar destituir al vicepresidente Glas a través de la Contraloría y de querer implementar un "paquetazo" tributario frente a la situación económica del país. Solicitó iniciar un proceso de revocatoria de mandato de asambleístas oficialistas alineados con Moreno. Regresó a Ecuador el 25 de noviembre de 2017 para participar en la convención nacional del movimiento Alianza País, del cual fue cofundador, y en el que había una disputa por la presidencia entre Lenín Moreno y Ricardo Patiño. En el aeropuerto de Guayaquil se produjo un enfrentamiento entre seguidores y detractores del expresidente, liderados por Abdalá Bucaram.

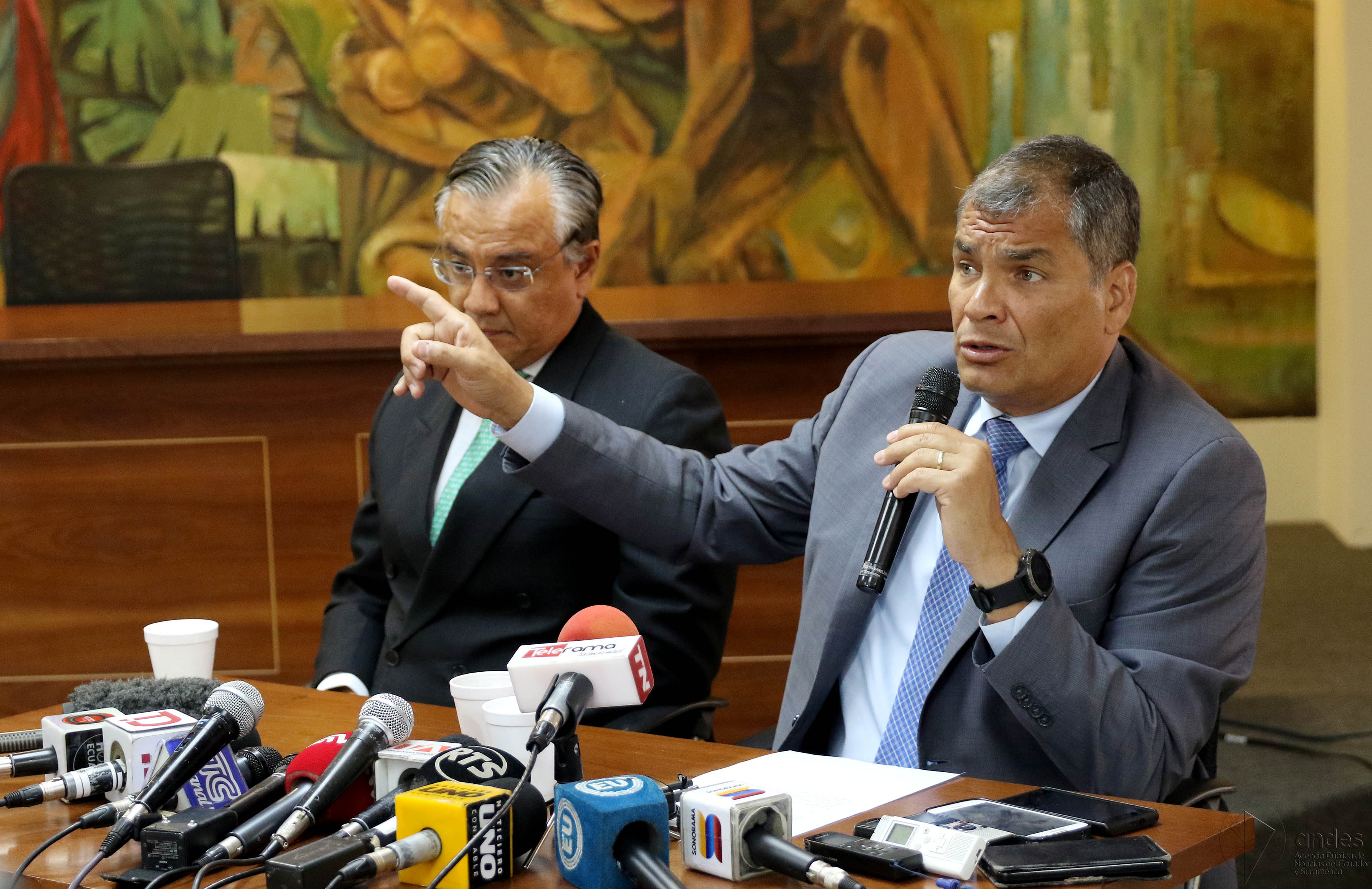
Correa hablando ante la prensa en febrero de 2018.

El 4 de enero de 2018, Correa inició la campaña a favor del "No" en la consulta popular que se celebró el 4 de febrero de 2018.
El 6 de febrero de 2018, Correa regresa a Bélgica.

### Caso de corrupción
El 3 de julio de 2018, la jueza ecuatoriana Daniella Camacho dictó una orden de prisión preventiva en su contra, luego de emitirle medidas cautelares imposibles de cumplir por el caso Balda (presentarse 2 veces al mes en Quito cuando residía en Europa). Además, solicitó que se oficiara a Interpol para su detención y se emitiera una difusión roja. Sin embargo, Interpol rechazó el pedido al considerar que, “tras haber examinado detenidamente todos los elementos concernientes a la situación jurídica del Solicitante, la información disponible a la Comisión reveló que la retención de los datos en el Sistema de Información de Interpol no era compatible con la obligación de Interpol de asegurar la efectiva cooperación entre autoridades policiales dentro del marco de respeto a la Declaración Universal de Derechos Humanos (Art. 2 de los Estatutos de Interpol)”. Esto se debe a que en la fiscalía está siendo investigado por una acusación presentada en su contra por el delito de secuestro sufrido por Fernando Balda, antiguo detractor, en 2012. La orden se emitió porque no cumplió con una presentación periódica dispuesta por la fiscalía. La jueza rechazó en una audiencia el 18 de junio de 2018 una solicitud para presentarse en el Consulado de Ecuador en Bélgica, argumentando que esa misión diplomática "no tiene facultades jurisdiccionales". En el contexto de las protestas indígenas contra el gobierno de Lenín Moreno por la promulgación del Decreto Ejecutivo N.º 883, Correa ha sido acusado de desestabilizar e intentar un golpe de Estado en confabulación con Nicolás Maduro.

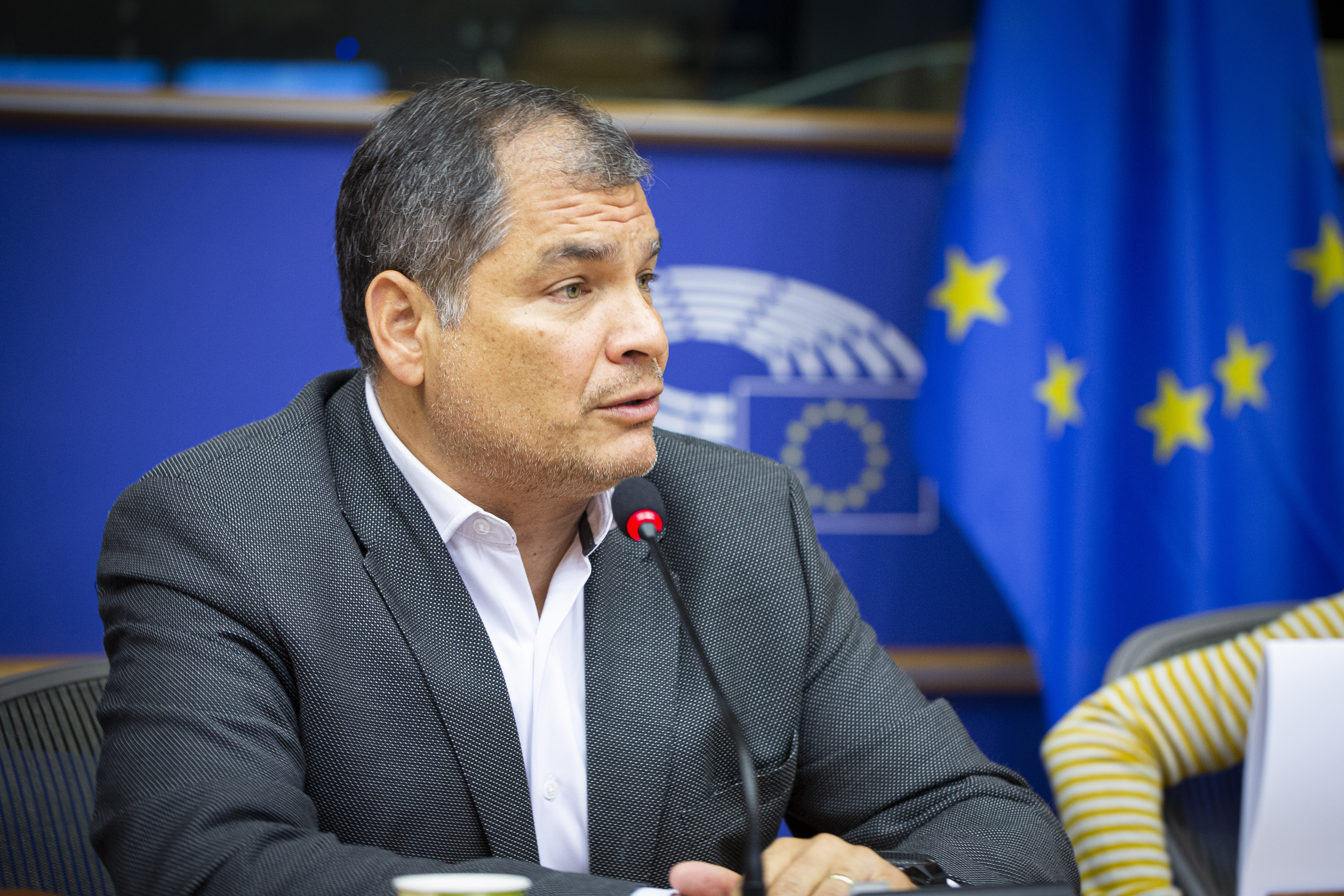
Correa en una conferencia, octubre de 2019.

En 2020, la justicia ecuatoriana condenó a Correa a 8 años por supuesto cohecho mediante influjo psíquico en el "Caso Sobornos". Se intentó nuevamente extraditar a Correa.
En abril de 2022, el gobierno de Bélgica le concedió asilo a Rafael Correa. Poco después, la Corte Nacional de Justicia emitió una orden de extradición en su contra.

### Coyuntura en la detención de Julian Assange
Correa mantuvo su apoyo al activista australiano Julian Assange durante toda su vida pospresidencial. El 11 de abril de 2019, luego de que el gobierno ecuatoriano retirara el asilo a Assange, y posteriormente proceda a llamar al Scotland Yard para su respectiva detención, Correa continuó con el apoyo y oposición al gobierno de Lenín Moreno. A esto se sumó el bloqueo de su cuenta en Facebook, por incumplir las normas comunitarias, de no revelar datos personales, esto en alusión a que los cables de WikiLeaks, difundieron una investigación realizada en Ecuador, sobre una cuenta secreta del hermano del presidente Moreno, caso conocido como INA Papers, que Correa difundió en su página de Facebook.

### Candidatura a la vicepresidencia en 2021
El 18 de agosto de 2020 manifestó sus intenciones de ser candidato a la vicepresidencia de Ecuador con Andrés Arauz postulándose a la presidencia, en las elecciones presidenciales de Ecuador de 2021 por el frente Unión por la Esperanza (UNES). Sin embargo, el 2 de septiembre, el Consejo Nacional Electoral rechazó su aceptación a la precandidatura vía telemática al encontrarse Correa residiendo en Bélgica, trámite que debía realizarse de forma personal, de acuerdo a lo estipulado por el reglamento de Democracia Interna, en el marco de las elecciones generales de 2021.

## Obras publicadas

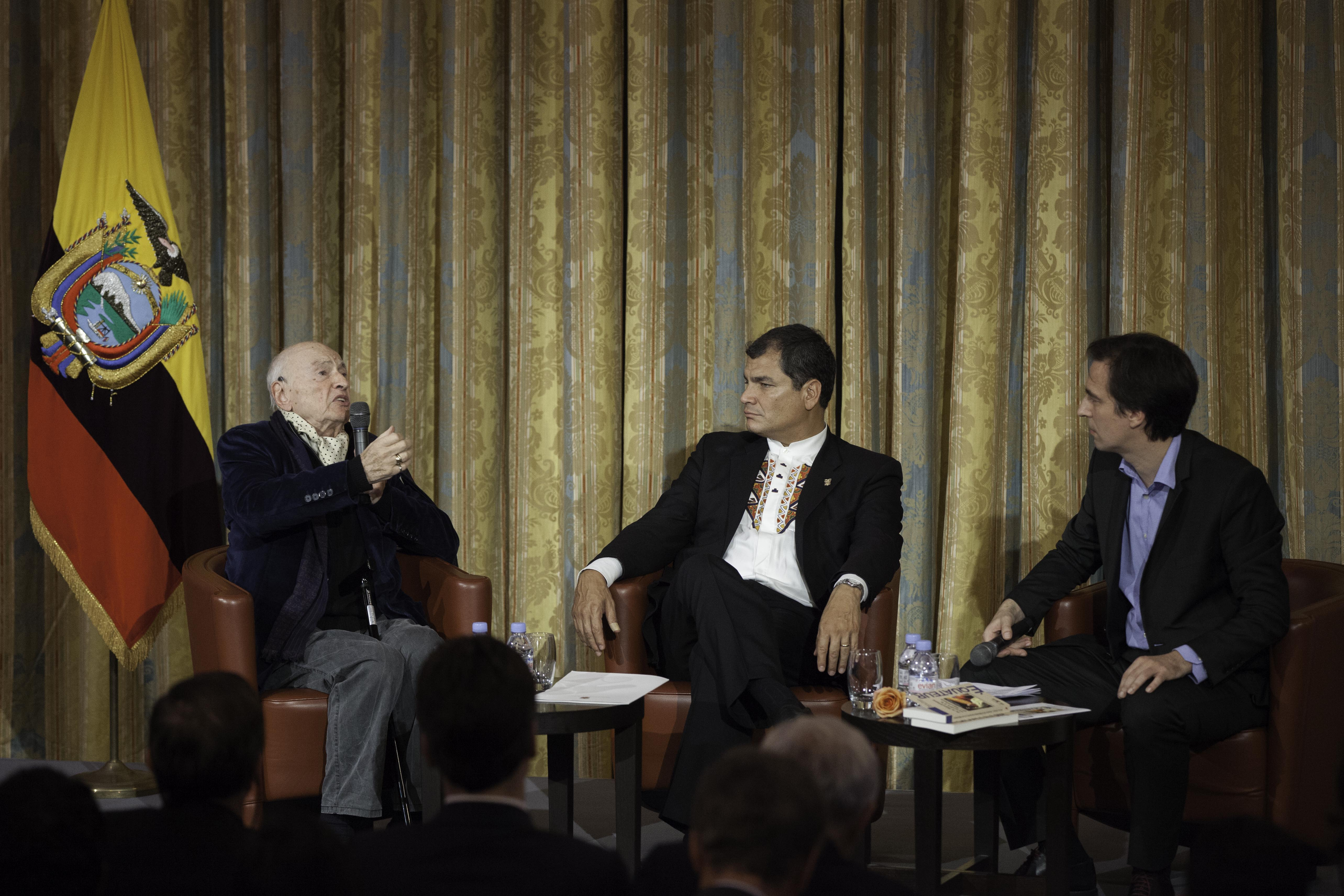
Correa presentando la versión en francés de su libro Ecuador: de Banana Republic a la No República.

### Libros
- Ecuador: de Banana Republic a la No República Quito (Ecuador). Quito (Edición y publicación, Colombia): Random House. 2009. ISBN 978-958-8613-00-0.[82][83]
- La vulnerabilidad de la economía ecuatoriana: Hacia una mejor política económica para la generación de empleo, reducción de la pobreza y desigualdad, Programa de las Naciones Unidas para el Desarrollo (PNUD). Quito: Vitalia Sierra V. 2004. ISBN 9978-43-564-6.[84][85]
- El reto del desarrollo: ¿estamos preparados para el futuro? Compilador. Publicaciones de la Universidad San Francisco de Quito. Quito: Editorial Orión. 1996. ISBN 978-9978-82-919-6.[86][87]

### Artículos científicos
- «The Washington Consensus in Latinoamérica: a quantitative evaluation», documento de trabajo, Universidad San Francisco de Quito, Quito, abril de 2002.[88]
- «Reformas estructurales y crecimiento en América Latina: Un análisis de sensibilidad», en la Revista de la Cepal, n.º 76, abril de 2002, Santiago de Chile.[88]
- «One market, one currency: the economic desirability of a monetary union for the CAN», documento de trabajo, publicado en la University of Illinois en Urbana-Champaign (estado de Illinois), mayo de 2001.[88]
- «Destabilizing speculation in the exchange market: the Ecuadorian case», documento de trabajo. University of Illinois at Urbana-Champaign (estado de Illinois), enero de 2000.[88]
- «Is institutional change endogenous? A critical view of the political economy of the reforms: the Ecuadorian case», documento de trabajo. University of Illinois at Urbana-Champaign (estado de Illinois), agosto de 1999.[88]
- «The Ecuadorian ISI revisited», documento de trabajo, University of Illinois at Urbana-Champaign (estado de Illinois), mayo de 1999.[88]

### Ponencias y artículos para publicaciones no científicas
- «Otra economía es posible», coautor con Alberto Acosta y otros, por publicarse. Quito, septiembre de 2005.[88]
- «Capital institucional y desarrollo», ponencia para el seminario internacional Independencia de la Justicia, Democracia y Desarrollo. Quito, 3 y 4 de marzo de 2005.[88]
- «Canje de deuda: todo en función de los acreedores», documento de trabajo, Universidad San Francisco de Quito, febrero de 2005.[88]
- «Dolarización y desdolarización: más elementos para el debate», comentarios al dosier «Íconos 19» de la revista Íconos, n.º 20, Facultad latinoamericana de Ciencias Sociales, Quito, septiembre de 2004.[88]
- «De la Banana Republic a la no república: Las tres últimas décadas de la historia económica del Ecuador», documento de trabajo, Universidad San Francisco de Quito, agosto de 2004.[88]
- «El sofisma del libre comercio», en Libre comercio: mitos y realidades, de Alberto Acosta y Eduardo Gudymas (editores). Quito: Abya-Yala, 2004.[88]
- «Ecuador: de absurdas dolarizaciones a uniones monetarias», ponencia para el seminario Dolarización y Alternativas, en la Universidad Andina Simón Bolívar, Quito, julio de 2004.[88]
- «Vulnerabilidad e inestabilidad de las economías latinoamericanas», ponencia para el seminario Integración, Desarrollo y Equidad. Quito, mayo de 2004.[88]
- «Más allá de la economía autista», en Economía y humanismo nro. 15, revista del Instituto de Investigaciones Económicas de la Pontificia Universidad Católica del Ecuador, PUCE, Quito, abril de 2004.[88]
- «Dolarización y enfermedad holandesa», documento de trabajo, Universidad San Francisco de Quito, Quito, diciembre de 2003.[88]
- «Lo mismo de lo peor: la política económica del Gobierno de Lucio Gutiérrez», documento de trabajo junto con los economistas Marco Flores y Eduardo Valencia, Foro Ecuador Alternativo, Quito, noviembre de 2003.[88]
- «La política económica del Gobierno de Lucio Gutiérrez», revista Íconos, Facultad latinoamericana de Ciencias Sociales, Quito, abril de 2003.[88]
- «Fortalecimiento de la institucionalidad estatal para la reactivación», ponencia para Diálogo Nacional 2003, Quito, enero de 2003.[88]
- «El positivismo de la economía moderna», revista Destiempo, Quito, octubre de 2002.[88]
- «¿Hacia dónde va la balanza de pagos ecuatoriana?», Carta Económica, Cordes (Corporación de Estudios para el Desarrollo). Quito, abril de 2002.[88]
- «La convertibilidad argentina y la dolarización ecuatoriana», revista Alternativas, Universidad Católica de Santiago de Guayaquil, Guayaquil, febrero de 2001.[88]

## Distinciones
- Gran Collar de la Orden Nacional de San Lorenzo, designada al Gran Maestre de la Orden de mayor rango en el Ecuador, presidida por el presidente de la República de turno.
- Collar de la Orden del Libertador, máxima condecoración de Venezuela el 11 de octubre de 2007.
- Condecoración Vencedores de Tarqui en Grado de Gran Cruz de las Fuerzas Armadas de Ecuador en agradecimiento a la gestión realizada en beneficio de los soldados de la Patria.[89]
- Collar de la Orden del Libertador San Martín, máxima condecoración de la República Argentina, el 20 de abril de 2008.[90]
- Orden Gran Mariscal de Ayacucho de Venezuela por el carácter bolivariano de su gestión en Ecuador, febrero de 2009.[91]
- Orden de Francisco Morazán en el Grado de Gran Cruz, Placa de Oro de la República de Honduras.[92]
- Gran Collar de la Orden El Sol del Perú, máxima condecoración de ese país, el 9 de junio de 2010.[93]
- Medalla de Honor en el Grado de Gran Cruz, máxima condecoración del Congreso del Perú, el 12 de junio de 2010.[94]
- Orden Augusto César Sandino en grado Batalla de San Jacinto, máxima condecoración de la República de Nicaragua el 13 de noviembre de 2010 «por sobrevivir al golpe de Estado de 2010».[95]
- Gran Collar de la Federación Ecuatoriana de Fútbol en noviembre de 2010 en agradecimiento a la expedición de la Ley del Deporte.[96]
- Máxima Condecoración por parte de la Asociación de Generales retirados de la Policía Nacional, por haber homologado las pensiones jubilares a 20 000 pensionistas.[97]
- Orden José Martí, máxima condecoración de la República de Cuba, el 5 de mayo de 2017.[98]

### Doctorados honoris causa y otros reconocimientos
| Universidad / Institución                                 | Fecha                   | País                    | Reconocimiento otorgado          |
| Doctorado honoris causa                                   | Doctorado honoris causa | Doctorado honoris causa | Doctorado honoris causa          |
| --------------------------------------------------------- | ----------------------- | ----------------------- | -------------------------------- |
| Universidad de Chile                                      | marzo de 2008           | Chile                   | Doctorado honoris causa          |
| Universidad Nacional de Asunción                          | marzo de 2009           | Paraguay                | Doctorado honoris causa          |
| Universidad Estatal de Relaciones Internacionales (Moscú) | octubre de 2009         | Rusia                   | Doctorado honoris causa          |
| Universidad de Buenos Aires                               | noviembre de 2010       | Argentina               | Doctorado honoris causa          |
| Universidad Particular de Chiclayo                        | marzo de 2012           | Perú                    | Doctorado honoris causa          |
| Universidad de Bahçesehir                                 | marzo de 2012           | Turquía                 | Doctorado honoris causa          |
| Universidad Autónoma de Santo Domingo                     | abril de 2013           | República Dominicana    | Doctorado honoris causa          |
| Universidad Rusa de la Amistad de los Pueblos             | octubre de 2013         | Rusia                   | Doctorado honoris causa          |
| Universidad Estatal de los Urales                         | octubre de 2013         | Rusia                   | Doctorado honoris causa          |
| Universidad de Barcelona                                  | abril de 2014           | España                  | Doctorado honoris causa          |
| Universidad de Santiago de Chile                          | mayo de 2014            | Chile                   | Doctorado honoris causa          |
| Universidad de Lyon I - Claude Bernard                    | diciembre de 2015       | Francia                 | Doctorado honoris causa          |
| Universidad de Córdoba                                    | diciembre de 2015       | Argentina               | Doctorado honoris causa          |
| Universidad de La Habana                                  | mayo de 2017            | Cuba                    | Doctorado honoris causa          |
| Universidad Nacional de Quilmes                           | mayo de 2017            | Argentina               | Doctorado honoris causa          |
| Universidad de Grenoble                                   | noviembre de 2017       | Francia                 | Doctorado honoris causa          |
| Universidad Nacional de Rosario                           | marzo de 2018           | Argentina               | Doctorado honoris causa          |
| Universidad Metropolitana para la Educación y el Trabajo  | marzo de 2018           | Argentina               | Doctorado honoris causa          |
| Universidad Nacional de Lanús                             | diciembre de 2019       | Argentina               | Doctorado honoris causa          |
| Universidad Nacional Arturo Jauretche                     | diciembre de 2019       | Argentina               | Doctorado honoris causa          |
| Otros reconocimientos                                     |                         |                         |                                  |
| Centro Cultural Caras y Caretas                           | diciembre de 2010       | Argentina               | Premio Democracia                |
| Universidad de Illinois                                   | abril de 2010           | Estados Unidos          | Premio al Logro Excepcional 2009 |
| Universidad Nacional de La Plata                          | diciembre de 2012       | Argentina               | Premio Rodolfo Walsh             |

### Documentales
- Rafael Correa aparece nombrado en el documental griego Χρεοκρατία (Deudocracia) de 2011, realizado por los periodistas Katerina Kitidi y Ari Hatzistefanou, y de libre distribución; «Deudocracia (2011)», vídeo completo del documental, publicado en Youtube.